# Lakeith Stanfield
LaKeith Lee Stanfield (* 12. srpna 1991 San Bernardino, Kalifornie) je americký herec a hudebník. Ve filmu debutoval v roce 2013 ve snímku Dočasný domov a za svou roli získal hned několik nominací na ceny kritiků. Brzy poté získal role ve filmech Selma (2014), Straight Outta Compton (2015), Uteč (2017), Na nože (2019), Drahokam (2019) a Judas and the Black Messiah (2021). Za poslední jmenovaný byl nominován na Oscara za vedlejší roli. Známý je také pro svou roli v seriálu Atlanta (od roku 2016), za kterou získal několik cen a nominací.

## Dětství a mládí
LaKeith Lee Stanfield se narodil ve městě San Bernardino, stát Kalifornie, v roce 1991. Vyrůstal ve městech Riverside a Victorville. Pochází z dysfunkční rodiny. Hercem se chtěl stát od čtrnácti let. Na střední škole navštěvoval dramatický kroužek. Následně byl upsán u kalifornské agentury John Casablancas Modeling and Career Center.

## Herecká kariéra
Svůj herecký debut si odbyl v krátkometrážním studentském filmu Short Term 12 od pozdějšího slavného režiséra Destina Daniela Crettona. Snímek vyhrál cenu poroty na Sundance Film Festival v roce 2009. O rok později se Stanfield objevil v krátkometrážním filmu Gimme Grace. Zatímco se snažil prosadit, pracoval v celé řadě dočasných zaměstnání. Brzy poté ho oslovil Destin Daniel Cretton, aby zopakoval svou roli z krátkometrížního snímku Short Term 12 v celovečerní verzi. Film Dočasný domov měl premiéru v roce 2013. Snímek vyhrál cenu poroty na festivalu South by Southwest a Stanfield byl za svů výkon nominován na Independent Spirit Awards. Role mu otevřela dveře do Hollywoodu.
Roku 2014 se objevil ve filmech Očista: Anarchie a Selma. V roce 2015 následovaly role ve snímcích Matroš, Memoria, Miles Ahead a především Straight Outta Compton, ve kterém ztvárnil roli rappera Snoop Dogga. Poté následovaly role ve filmech Snowden, Živý náklad, War Machine, Izzy Gets the F*ck Across Town, Death Note, Crown Heights. Jeho nejúspěšnějším snímkem této doby byl ale horror Uteč.
V roce 2018 si zahrál v kritikami oceňovaném filmu Sorry to Bother You, a dále ve snímcích Dívka v pavoučí síti a Come Sunday. Rok 2019 strávil na premiérách svých úspěšných filmů Někdo skvělý, Na nože a Drahokam. O rok později byl uveden snímek The Photograph a poté filmy Tím tvrdší je pád a Judas and the Black Messiah. Poslední jmenovaný mu vynesl nominaci na Oscara za vedlejší roli.

## Hudební kariéra
Stanfield tvoří hudbu pod pseudonymem Htieka. Je členem uskupení Moors.

## Osobní život
Od roku 2015 je ve vztahu s herečkou Xosha Roquemore. Společně mají dceru, která se narodila v roce 2017.

## Filmografie

### Film
| Rok  | Název                          | Role                        | Poznámky                       |
| ---- | ------------------------------ | --------------------------- | ------------------------------ |
| 2008 | Short Term 12                  | Mark                        | krátkometrážní studentský film |
| 2013 | Dočasný domov                  | Marcus                      |                                |
| 2014 | Selma                          | Jimmie Lee Jackson          |                                |
| 2014 | Očista: Anarchie               | mladý Ghoul Face            |                                |
| 2014 | The Fires, Howling             | The Staying One             | krátkometrážní film            |
| 2015 | King Ripple                    | King Ripple                 | krátkometrážní film            |
| 2015 | The Ferguson Case, Verbatim    | Dorian Johnson              | krátkometrážní film            |
| 2015 | Tracks                         | Lawrence                    |                                |
| 2015 | Matroš                         | Marquis a.k.a. Bug          |                                |
| 2015 | Straight Outta Compton         | Snoop Dogg                  |                                |
| 2015 | Miles Ahead                    | Junior                      |                                |
| 2015 | Memoria                        | Max                         |                                |
| 2016 | Živý náklad                    | Lewis                       |                                |
| 2016 | Hard World for Small Things    | Sev                         | krátkometrážní film            |
| 2016 | Snowden                        | Patrick Haynes              |                                |
| 2017 | Crown Heights                  | Colin Warner                |                                |
| 2017 | Uteč                           | Andre Hayworth / Logan King |                                |
| 2017 | The Incredible Jessica James   | Damon                       |                                |
| 2017 | War Machine                    | desátník Billy Cole         |                                |
| 2017 | Izzy Gets the F*ck Across Town | George                      |                                |
| 2017 | Death Note                     | Lebensborn Atubia / L       |                                |
| 2017 | Quest                          | Diego                       |                                |
| 2018 | Sorry to Bother You            | Cassius "Cash" Green        |                                |
| 2018 | Come Sunday                    | Reggie                      |                                |
| 2018 | Dívka v pavoučí síti           | Edwin Needham               |                                |
| 2018 | Time of Day                    | sám sebe                    | krátkometrážní film            |
| 2019 | Někdo skvělý                   | Nate Davis                  |                                |
| 2019 | Na nože                        | detektiv poručík Elliot     |                                |
| 2019 | Drahokam                       | Demany                      |                                |
| 2020 | The Photograph                 | Michael Block               |                                |
| 2021 | Judas and the Black Messiah    | William O'Neal              |                                |
| 2021 | Tím tvrdší je pád              | Cherokee Bill               |                                |
| 2023 | Strašidelný dům                | průvodce                    |                                |

### Televize
| Rok       | Název                  | Role          | Poznámky  |
| --------- | ---------------------- | ------------- | --------- |
| 2016–2022 | Atlanta                | Darius Epps   | 25 epizod |
| 2018      | Random Acts of Flyness | sám sebe      | 1 epizoda |
| 2019–2020 | BoJack Horseman        | Guy (hlas)    | 7 epizod  |
| 2020      | The Eric Andre Show    | sám sebe      | 2 epizody |
| 2021      | Jasuke                 | Jasuke (hlas) | 6 epizod  |